# ساری کیز
longitudeساری کیزlatitudeساری کیز
ساری کیز (به انگلیسی: Surrey Quays) یک ناحیه در لندن است که در منطقه سات‌ارک لندن واقع شده‌است.